# Маленькая большая картина
«Маленькая большая картина» (англ. Little Big Painting) — картина в стиле поп-арт, созданная американским художником Роем Лихтенштейном в 1965 году. Она выполнена маслом и акриловой краской «Magna» и входит в серию работ Лихтенштейна «Мазки», которая включают в себя несколько картин и скульптур. «Маленькая большая картина» ныне хранится в Музее американского искусства Уитни в Нью-Йорке. Как и все его работы серии «Мазки», она отчасти служит сатирическим ответом на живопись действия, стиль в абстрактном экспрессионизме.

## История
«Маленькая большая картина», имеющая размеры 172,7 на 203,2 см, ныне хранится в коллекции Музея американского искусства Уитни в Нью-Йорке. Она была им приобретена путём покупки. Источником для всей серии «Мазки» стал рисунок из комикса «Strange Suspense Stories», опубликованный в номере 72 издательством «Charlton Comics» и вышедший в октябре 1964 года. Его автором был художник Дик Джордано. Как и другие работы этой серии 1960-х годов «Маленькая большая картина» является своеобразным ответом на абстрактный экспрессионизм, распространённый в предыдущие два десятилетия. В 2015 году Музей американского искусства Уитни сопроводил картину Лихтенштейна описанием «кривой комментарий» во время выставки «Америка, которую трудно увидеть» (англ. America Is Hard to See).

## Детали

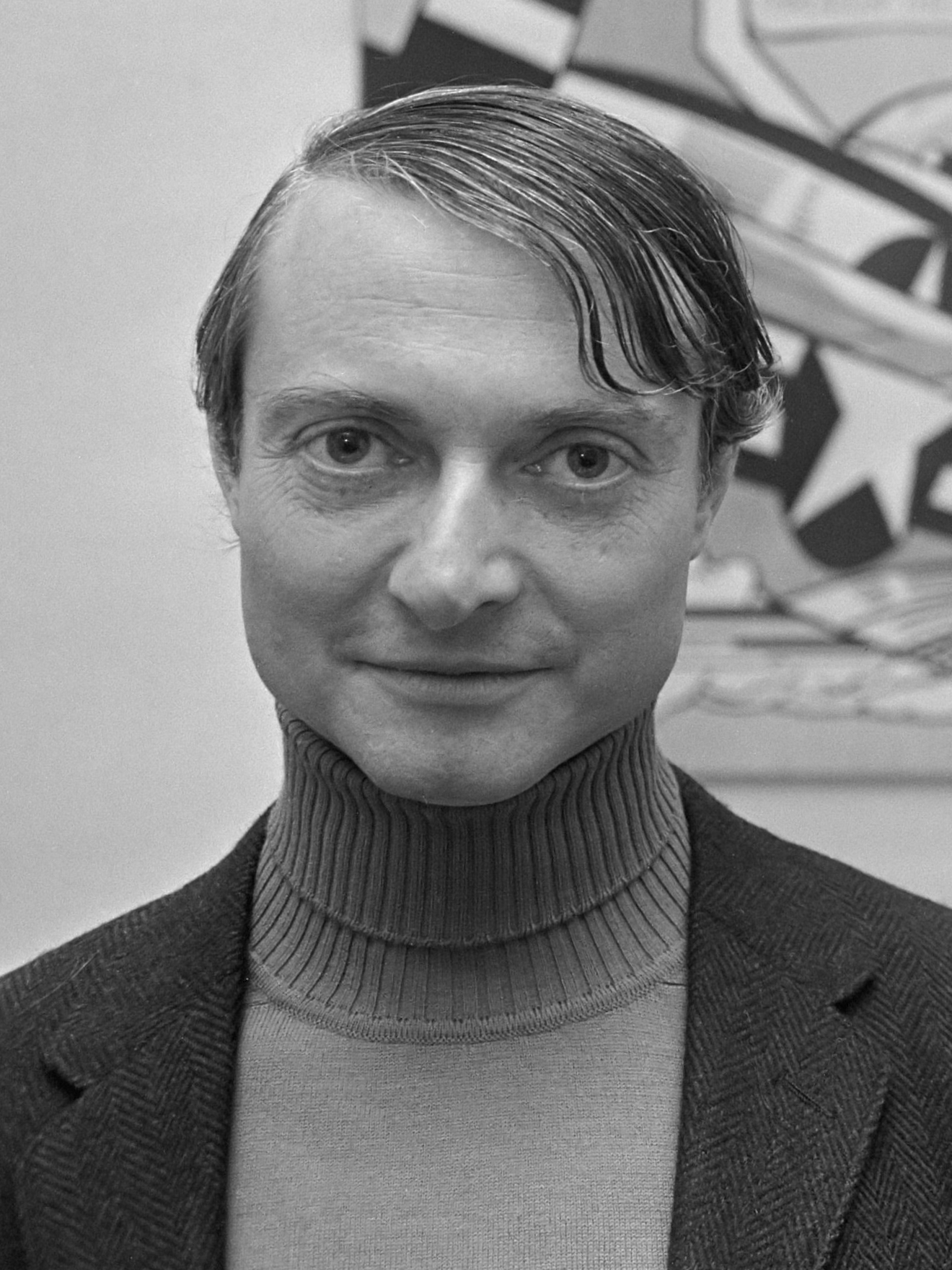
Рой Лихтенштейн в 1967 году.

«Маленькая большая картина» отмечена лучшим «физическим качеством мазка» по сравнению с другими работам из серии «Мазки». Она служит примером использования перекрывающихся форм, а не одной формы или отдельных смежных форм, которые, по-видимому, создают более динамичное ощущение неглубокого пространства. Однако, так как Лихтенштейн не использует затенение или контраст, лишь жирные чёрные контуры монохроматических штрихов создают определённые элементы глубины. Также эти толстые сплошные чёрные линии, окружающие различные способы использования цвета, напоминают стиль комикса. Тщательно прописанные капли краски имитируют спонтанные результаты жестов нанесения краски. Картина не содержит повествования, сохраняя только характерную для комиксов технику точек Бен-Дей, представленную в соответствии с нанесёнными контурами. Более поздние работы из серии «Мазки», такие как «Большая картина № 6» и «Жёлтые и зелёные мазки», идут дальше с точки зрения размера холста и динамики по сравнению с «Маленькой большой картиной».
Работа Лихтенштейна напоминает произведение абстрактного экспрессионизма, к которому привыкли современная ему зрительская аудитория, однако она совершенно плоская, без каких-либо следов мазка кисти или руки художника. Между тем, «Маленькая большая картина» использует технику механической печати с фоном из точек Бен-Дей, что позволяет Лихтенштейну пародировать художников этого направления, создавая «мощную абстрактную композицию». Абстрактные экспрессионисты рассматривали свой стиль преимущественно как противостоящий массовой культуре, сопоставление же Лихтенштейна мазков кисти с механическим процессом связывает это направление с массовой культурой и приводит к утверждению важности средств массовой информации в продвижении художественного стиля.